# Sashimi bōchō

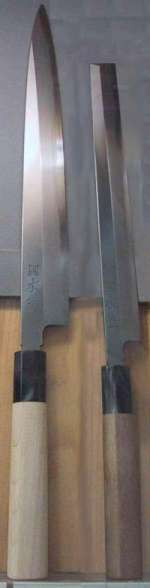
Yanagi ba (esquerra) i tako hiki (dreta).

El tako hiki tako hiki (タコ引, lit. separador de polp), yanagi ba (柳刃, lit. fulla de salze), i fugu hiki (ふぐ引き, lit. separador de peix globus) són ganivets llargs i prims emprats a la gastronomia japonesa, anomenats també sashimi bocho (刺身包丁, sashimi bocho (刺身包丁)) utilitzats per preparar sashimi i tallar peix i mariscs en rodanxes.
Similars al nakiri bōchō, l'estil difereix poc entre Tòquio i Osaka. A Osaka, el yanagi ba és punxegut al final, mentre que a Tòquio el tako hiki és rectangular. El tako hiki s'usa habitualment per preparar polp. Un fugu hiki és similar al yanagi ba, excepte en què la fulla és més prima i flexible. Com el seu nom indica, el fugu hiki tradicionalment s'usa per tallar finament el fugu pel sashimi.
La longitud del ganivet ho fa adequat per a peixos de mida mitjà. Per a peixos més grans com la tonyina hi ha ganivets especialitzats: per exemple, el oroshi hōchō, de gairebé dos metres, o el lleugerament més curt hancho hocho.